# Christoffer 2.
Christoffer 2. (født 29. september 1276, død 2. august 1332 på Nykøbing Slot) var søn af Erik Klipping og broder til Erik Menved. Han var konge af Danmark 1320-1326 og 1329-1332. I 1289-1301 var han hertug af Lolland og Falster, 1303- 1307 hertug af Estland og i 1307-1315 hertug af Halland og Samsø. Allerede i Erik Menveds regeringstid forsøgte Christoffer at sikre sig del i kongemagten ved at få de konspirerendes løfte om, at han blev konge, når Erik blev afsat. Erik Menved fik imidlertid nys om det, og i 1315 måtte Christoffer flygte ud af landet. I 1318 gik Christoffer sammen med den fordrevne ærkebiskop Esger Juul og fredløse stormænd i en sammensværgelse mod kongen. De indledte uden held et angreb på Skåne, men da Erik Menved døde i 1319 uden arvinger, var Christoffer klar. Erik skal på sit dødsleje have advaret mod at lade sin bror overtage tronen, men stormændene mente, at de ville få større indflydelse ved at vælge den svage Christoffer frem for hertug Erik 2. af Sønderjylland. Christoffer underskrev 25. januar en håndfæstning i Viborg og hyldedes som konge på landstingene; i 1324 kronedes han, og hans søn Erik blev medkonge.
Regeringen anført af marsk Ludvig Albrektsen af Eberstein ville have garanti for, at Christoffer respekterede alle krav på riget. Christoffer lovede i sin håndfæstning at lette skattetrykket (borgerne skal kunne handle "uden told og tynge"), og at danehoffet skulle indkaldes hvert år. Ydermere blev stormændenes krigspligt nedsat. Og kongen skulle nedbryde de kongelige borge, hvoraf mange var opført under Erik Menved. Det gjaldt dog ikke de tre gamle slotte i Kolding, Ribe og Skanderborg. Dette løfte blev som de fleste andre kun holdt i meget begrænset omfang.
Christoffer var meget aktiv i Nordtyskland, og efter tomme løfter lykkedes det ham at få fyrstedømmet Rostock til at anerkende sig som lensherre. Men det kostede mange penge. Christoffer udskrev nye skatter, hvad han ikke måtte ifølge håndfæstningen. Flere af stormændene som Ludvig Albrektsen af Eberstein allierede sig med de holstenske grever og organiserede et oprør i Jylland og på Fyn, som snart bredte det sig til Sjælland. I 1326 havde grev Gerhard af Holsten både Jylland og Fyn i sin magt. Christoffers søn, Erik, forsøgte et modangreb, men han måtte kapitulere ved Korsør og blev indsat som fange på Haderslevhus. Christoffer flygtede med resterne fra det kongelige skatkammer sammen med sin dronning Eufemia og sønnen Valdemar (Atterdag) til Nordtyskland. Christoffer optog et stort lån og vendte tilbage til Danmark med en hær for at starte en opstand. Men ingen danskere sluttede sig til ham. Grev Gerhard 3. sendte den danske hær efter Christoffer, som endnu en gang måtte flygte.
De holstenske og danske stormænd valgte da den kun 11-årige hertug Valdemar af Slesvig til konge. På grund af hans alder blev hans morbroder, den magtfulde grev Gert (Gerhard 3. af Holsten-Rendsborg, "Den kullede Greve") udnævnt til rigsforstander og formynder. Dertil blev han forlenet med Hertugdømmet Slesvig 1326-1330.
I 1329 blev Danmark delt mellem flere stormænd. Det skabte utilfredshed, at Danmark kom på udenlandske hænder, og grev Johann den Milde af Holsten-Plön foranledigede, at Christoffer vendte hjem, og han anerkendtes som konge i Skåne og på Sjælland. Der udbrød nu en konflikt mellem Danmarks to største kreditorer: grev Gerhard (med Fyn som len) og Johann 3. (med områderne øst for Storebælt som len). Christoffer tog Johanns parti, men i 1331 sejrede Gerhard i et slag på Kropp Hede lidt nord for Dannevirke. Christoffers søn, Erik, omkom i Kiel 1331 efter et styrt med hesten under flugten, og Christoffers anden søn, Otto, toges til fange i 1334 efter et tabt slag på Tap Hede ved Viborg. Hele Danmark var nu på stormændenes hænder. For at få Danmark tilbage skulle der betales 200.000 mark sølv. Og det for selve jorden; den samlede gæld var langt større. I Sakskøbing kom den afsatte konge ud for en holstener og en dansker, der prøvede at ryge ham ud af det hus, hvor han havde søgt tilflugt. Som eneste udvej flygtede Christoffer op gennem skorstenen. Da hans søn Valdemar senere blev konge, aftvang han gerningsmændene en større oprejsning.
Christoffer døde den 2. august 1332 på Lolland og begravedes i Sorø Kirke. Christoffers dronning Eufemia var datter af Bogislaw 4. af Pommern-Wolgast. De fik døtrene Margrete, Agnes og Helvig. Og sønnerne Erik (Christoffers medkonge) og Otto (der uden held søgte at blive konge efter faderens død og beholde hertugdømmet Lolland og Falster) og Valdemar. Danmark var uden konge til 1340, hvor Christoffers yngste søn, Valdemar 4. Atterdag, kom på tronen.
Det siges også, at Christoffer 2. skulle have fået sønnen Erik Christoffersen Løvenbalk (stamfader til slægten Løvenbalk) i en "illegitim Forbindelse med en Jomfru af de gamle Lunger"